# Jan R. Ohlson
Jan Roger Ohlson, född i Stockholm 7 november 1945, är en svensk författare.
Jan R. Ohlson växte upp i Stockholm, och har varit officer i marinen (kustjägarförband) till 1973 och vid Värmlands regemente, I2 i Karlstad 1973–75, samt senare under 1990-talet. Han har också arbetat som egenföretagare med IT. Han debuterade som författare 2004 med romanen Återträff.